# Полемика об именовании цветов
Полемика об именовании цветов — длительная научная полемика в этнолингвистике относительно причин теоретически и экспериментально обнаруженного явления, состоящего в том, что носители различных языков (или представители различных народов) используют различную цветовую номенклатуру. Впервые это явление было обнаружено Уильямом Гладстоном и описано им в 1858 году применительно к героям поэм древнегреческого поэта Гомера. Теория Гладстона о цветовом языке Гомера, согласно которой такое словоупотребление было вызвано анатомическими особенностями зрения древних греков, вызвала продолжительную дискуссию в XIX веке, однако была забыта в начале XX века. Внимание к ней было привлечено после выхода в 2011 году книги израильского лингвиста Гая Дойчера «Through the Language Glass» (русс. пер. «Сквозь зеркало языка», 2016). В историографии данной полемики выделяют два основных периода — до Первой мировой войны, когда этот вопрос исследовался преимущественно германскими лингвистами, и после 1969 года, когда дискуссия возобновилась в контексте гипотезы лингвистической относительности.

## Первый этап

### Теория Гладстона

#### Основные положения

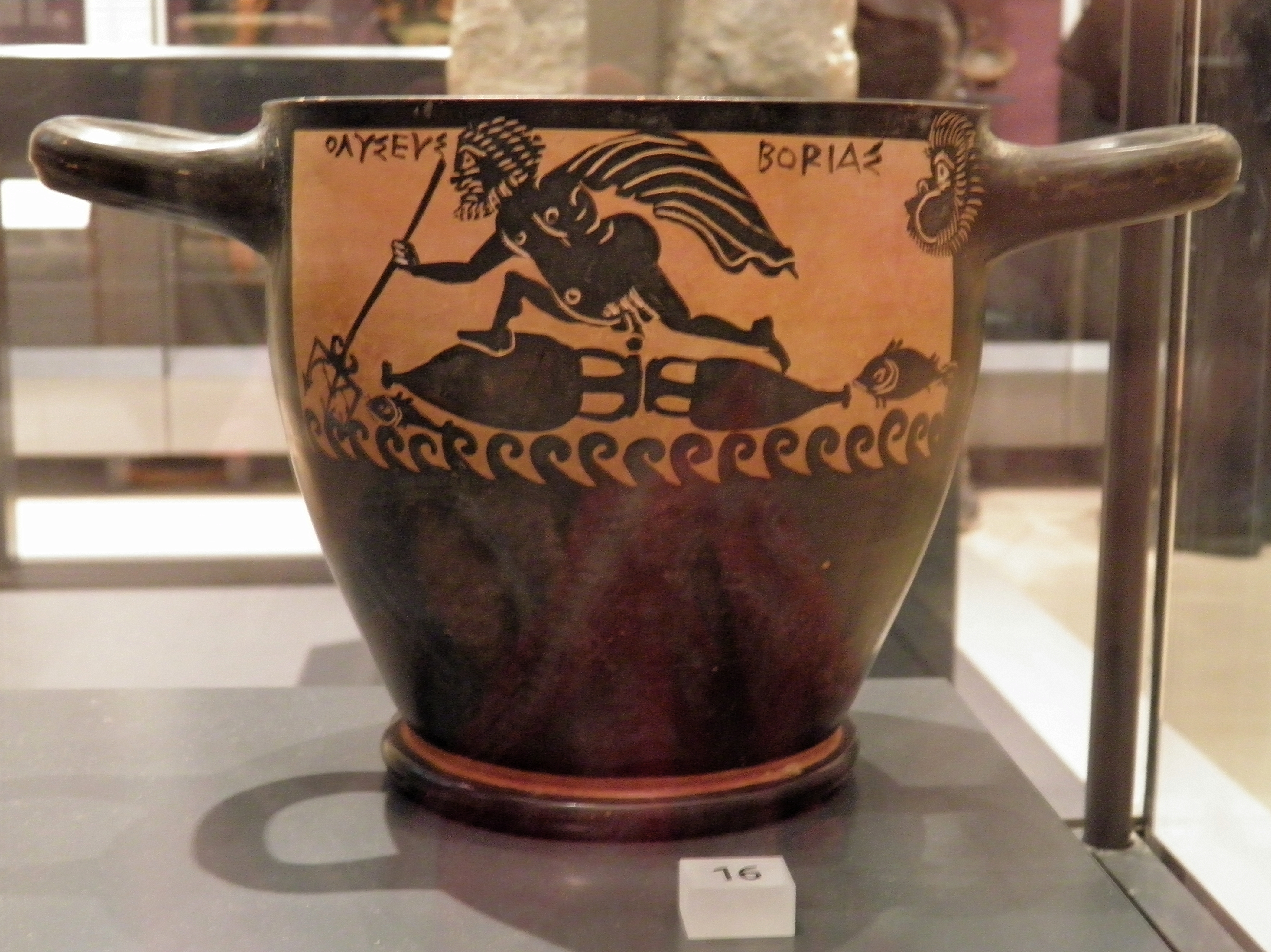
Одиссей плывёт по морю на плоту из амфор. Скифос из коллекции музея Эшмола, IV в. до н. э.

Наблюдения Гладстона относительно восприятия и использования цветов у Гомера были изложены им в соответствующей главе III тома «Studies on Homer and Homeric Age» («Исследований о Гомере и его веке», далее «Исследований»). Согласно им, словарный запас Гомера, применяемый для описания цветов («винноцветное море»), был весьма ограничен, а его эпитеты, связанные с цветом, для современного читателя звучат очень странно. Гладстон делает следующие основные наблюдения относительно поэм Гомера:
- Их цветовой язык беден;
- Используется одно и то же слово для обозначения в том числе и различных по цвету предметов;
- Для обозначения цвета одних и тех же предметов используются совершенно различные эпитеты;
- Преобладают самые грубые цвета, в основном чёрный и белый, и существует тенденция сводить все остальные к оттенкам этих двух;
- Цветовые характеристики в описаниях встречаются существенно реже прочих.

Для доказательства этих тезисов Гладстон выписал все употреблённые Гомером прилагательные, имеющие отношение к цвету, и проанализировал все ситуации, в которых они использовались. Таких прилагательных он обнаружил 8 для основных цветов: λευκός «белый», μέλᾱς «чёрный», ξανθός «жёлтый», ἐρῠθρός «красный», πορφύρεος «фиолетовый», κυάνεος «индиго» (тёмно-синий) и два слова без прямого соответствия — φοῖνιξ (видимо, синоним для пурпурного) и πολιός (серый, в том числе от «поседевший от времени» до «просветлённый»). Ещё 13 слов было выявлено для цветовых эпитетов.
В результате этого анализа он заключает, что «орган цвета и его впечатления были лишь частично развиты у греков героической эпохи» (англ. …the organ of colour and its impressions were but partially developed among the Greeks of the heroic age). В ответ на теорию эволюции Дарвина и Ламарка, в статье «The colour sense» (1877) Гладстон развивает свою теорию концепцией «обучения зрения», по которой как у художников зрение «тренируется» во время обучения, так это происходит в историческом масштабе у целых народов.

#### Критика и оценка
Несмотря на то, что бедность цветовых описаний античных авторов отмечалась ещё Жозефом Скалигером в 1577 году, а в XVIII веке о ней говорили филолог Фридрих Дёринг и писатель Иоганн Гёте, выводов об особенностях восприятия древних из этого не делалось. Несоответствию цветовых эпитетов, в том числе знаменитому «винноцветному морю», филологи предпочитали давать другие объяснения: от причудливости цветовых отражений света на закате или рассвете и наличия в воде красных водорослей, до особенностей образного мышления автора. Также высказывалось предположение, что некоторые вина южных регионов могут иметь синий цвет. Автор аналогичного гладстоновскому по размеру труда о Гомере шотландский филолог Джон Стюарт Блэки счёл в 1866 году цветовые метафоры в «Илиаде» вполне естественными, а все претензии к ним — надуманными.
По мнению современного этнолингвиста Нэнси Хикерсон, «Исследования» Гладстона стали первой работой в её науке — этнолингвистике. В многочисленных исторических обзорах на тему дебатов о цветовом восприятии и его связи с лингвистикой Гладстон традиционно указывается как первооткрыватель этой темы. При этом различные авторы по-разному характеризуют собственные взгляды Гладстона на данный предмет. Согласно американскому психологу Ричарду Вудворту (1910), их можно обозначить как биологический детерминизм, другие исследователи полагают, что он был ранним представителем культурализма в лингвистике, а придавшие новый импульс этим дебатам в контексте гипотезы лингвистической относительности Брент Берлин и Пол Кэй видели в Гладстоне предтечу эволюционизма. Некоторые учёные, например английский этнолингвист Уильям Риверс (1901) вообще отрицали какое-либо влияние Гладстона за пределами литературных комментариев.
Подробный разбор взглядов Гладстона содержится в работе Гая Дойчера (2011). Ряд положений Дойчера подверг критике английский лингвист Джеффри Сампсон.

### Полемика в Германии
Книга Гладстона и теория Дарвина произвели глубокое впечатление на германских лингвистов. Август Шлейхер в книге «Die Darwinische Theorie und die Sprachwissenschaft» (1863) пишет, что «то, что Дарвин установил для видов животных и растений, применимо так же, как минимум в своих важнейших чертах, к языку». Началом нового направления в языкознании, «лингвистической археологии», считается доклад германского лингвиста Лазаря Гейгера «Ueber den Farbensinn der Urzeit und seine Entwicklung» на конференции во Франкфурте-на-Майне в сентябре 1867 года. В 1871 году этот доклад был издан на немецком языке. Целью своего исследования Гайгер поставил определение того, существует ли история у человеческого восприятия, развивалось ли оно в ходе эволюции. На основе анализа большого числа языков Гайгер развил гипотезу Гладстона, придав ей эволюционный характер. Он обратил внимание, что во многих древних текстах отсутствуют упоминания о синем цвете, а в самых старых из них нет в том числе и зелёного. В своём главном труде «Ursprung und Entwicklung der menschlichen Sprache und Vernunft» (1868—1872) он отмечает, что ни в Ведах, тысячи строк которых посвящены событиям на небесах, ни в Библии, где небо упоминается 430 раз, он не нашёл указания на его цвет. В более древней Ригведе не встречается упоминания зелёного цвета. В ещё более древней литературе нет жёлтого, а в самой древней — красного. По его предположению, развитие человеческого разума может быть прослежено через историю языка, и универсальным законом является порядок появления в языках слов для обозначения цветов в порядке спектра. По Гейгеру, отсутствие слова для синего цвета означает неспособность его увидеть и, таким образом, малое количество слов для обозначения цвета у «примитивных» народов означает их психологическую неразвитость.
В 1877 году немецкий офтальмолог Гуго Магнус опубликовал основанную на идеях Лазаруса Гайгера работу «Die geschichtliche Entwickelung des Farbensinnes». Задавшись вопросом, каким образом примитивные народы, высокая чувствительность слуха и обоняния и острота зрения которых хорошо известна, могут не различать некоторые цвета, Магнус предположил, что существует разница между элементарной чувствительностью органа и его более продвинутыми функциями, такими как различение цветов или мелодий. По его предположению, эти функции приобретаются в ходе эволюции. Для оценки цветового восприятия он решил отказаться от традиционной цветовой номенклатуры, как результата позднейших эволюционных приобретений, введя вместо этого шкалу цветов по их цветовой интенсивности. К цветам высокой интенсивности были отнесены красный, оранжевый и жёлтый, к средней — зелёный, к низкой — голубой и фиолетовый. Магнус постулировал также четыре стадии эволюции цветового восприятия: вначале люди воспринимали только красный цвет — по его мнению, это был цвет с наибольшей энергией, затем сетчатка получила способность различать оранжевый от красного, поскольку эти два цвета уже не казались одинаково яркими. На третьей стадии стали выделяться цвета средней яркости, прежде всего зелёного, поскольку глаз смог отличать их от темноты и светло-зелёного и тёмно-жёлтого цветов. На последней стадии из общего восприятия темноты выделились низкоинтенсивные цвета. В своей следующей работе «Die Entwickelung des Farbensinnes» он уточнил свою теорию. Древнейшая оппозиция «красный/белый — тёмный» была связана с эпохой Ригведы, выделение жёлтого отнесено ко времени Гомера. То, что третья стадия во времена Гомера ещё не была завершена, объясняет частую путаницу зелёного и синего цветов у этого автора. Здесь же Магнус обращает внимание на сообщение путешественника Адольфа Бастиана о путанице с синим и зелёным цветами у жителей Бирмы. В заключение Магнус высказывает предположение, что эволюция человеческого зрения продолжится, и в будущем для непосредственного восприятия станут доступны цвета ультрафиолетовой части спектра.
Сомнения в том, что подобные эволюционные изменения могли произойти в столь короткие сроки, высказали многие германские учёные. В ряде статей 1877—1878 годов своё несогласие высказал известный биолог Эрнст Краузе, отметивший, что цветовое зрение появилось уже у насекомых и низших позвоночных. Соответственно, маловероятно его отсутствие у даже самых низших человеческих рас. В предисловии к немецкому переводу книги о цветовом зрении английского популяризатора науки Гранта Аллена (1879), Краузе обвинил Магнуса в неправильном понимании теории Дарвина. Также Краузе сообщил об этой дискуссии непосредственно Чарлзу Дарвину, который заинтересовался этим вопросом. Магнус отверг эту критику (Farben und Schöpfung, 1877), отказавшись признавать эквивалентность зрения животных и человека, настаивая на том, что его теория не противоречит учению Дарвина. В такой интерпретации Краузе согласился с ним, признав истинным представление о появлении цветовых понятий в языке в соответствии с цветовым спектром. Сам Аллен также высказался против эволюционной теории цвета. Два его основных аргумента были следующими: во-первых, по его мнению, чувство цвета существовало задолго до Илиады и Книги Бытия, что подтверждается археологически; во-вторых, отчёты об обследовании диких племён Азии, Африки, Америки и островов Тихого океана свидетельствуют об абсолютной идентичности восприятия их представителей со всеми прочими людьми. Критикуя односторонний филологический подход Гладстона, Гайгера и Магнуса, Аллен утверждал, что восприятие всех людей априори должно быть одинаковым, и более тщательные исследования должны это сделать полностью очевидным. По Аллену, цветовая терминология развивается тогда, когда возникает потребность в различении предметов, в прочих отношениях неразличимых. Доступность красителей приводит к появлению абстрактной концепции цвета, а получение синего красителя чрезвычайно сложно.
Среди других учёных, принимавших участие в дискуссии о цвете, можно указать Антона Марти, Рудольфа Хошеггера (Rudolf Hochegger), Германа Кона, Карла Вильгельма фон Ценендера и других.

### Полевые исследования
Не отвечая на критику Аллена, Магнус решил перейти к полевой проверке своих предположений. Первоначальная методика была опробована им самим вместе с его учениками из университета Бреслау. В 1877—1878 учебном году лейпцигский этнолог Эдуард Пехуэль-Лёше предложил ему начать масштабный проект при поддержке Музея народного искусства Лейпцига. Магнус связался со шведским физиологом Алариком Хольмгреном, который имел опыт исследования дальтонизма у саамов, для получения консультаций. Затем было изготовлено более 60 цветовых опросников для всех 5 населённых людьми континентов. В опросник были включены следующие цвета: белый, чёрный, красный, зелёный, жёлтый, коричневый, пурпурный, оранжевый и серый. Обследованию были подвергнуты первобытные племена, мало взаимодействовавшие с цивилизованным человечеством. Среди них были племена чаллам, сиу, Змеи, мака в Северной Америке; тамбукки, пондо, фингу, гаика, дамара, фульбе, мандинго, кробо в Африке; тода, кода, бадага, телугу, батта и олон в Азии, а также народы Австралии и Европы. Проанализировав полученные данные, Магнус был вынужден признать, что отсутствие точного термина для обозначения цвета не означает отсутствия соответствующей воспринимающей способности. Однако собранный материал позволил сделать несколько важных наблюдений, например, что некоторые народы не имеют абстрактного понятия о цвете, которые рассматривается как свойство поверхности или материала предмета. Не отказываясь от своей теории физиологической эволюции зрения, Магнус внёс в неё уточнение, предположив, что под влиянием внешних условий отдельные аспекты цветового чувства лучше обучились. Подтверждающим примером он считал случай африканского племени кафров, у которых имеется 31 слово для обозначения цветов, большей частью относящихся к домашнему скоту, тогда как синий и зелёный объединены одним словом.
Новую теорию в начале XX века предложил английский антрополог Уильям Риверс на основе наблюдений над египетскими крестьянами, папуасами островов Торресова пролива, носителями языков шолага, урали и тода в Индии. В языках папуасов он обнаружил как раннюю стадию с выделением только белого, чёрного и красного цветов, так и продвинутую с различением зелёного и синего. Также Риверс обнаружил в нескольких языках полное отсутствие цветовой номенклатуры — вместо указания цвета люди говорили о том, что некоторый предмет подобен какому-то другому. При этом Риверс был сторонником теории о более низкой цветовой чувствительности к цвету первобытных племён, и связывал её именно с их примитивностью и цветом их кожи: «островитянин с острова Мюррей отличается от англичанина в двух важных аспектах: он более примитивен и более пигментирован, и его нечувствительность к синему цвету может быть следствием либо его примитивности, либо его пигментированности». Согласно Роберту Вудворту (1910), мнение Риверса было вполне обоснованным, поскольку наблюдаемое им явление могло быть связано с тем, что механизм действия сетчатки связан с пигментацией, а жёлтое пятно сетчатки само окрашено. При этом, однако, уже существовала достаточно развития теория цветового зрения, в том числе Кристины Лэдд-Франклин о разных типах колбочек (1892).